# Femeile nimănui
Femeile nimănui (titlul original: în franceză Femmes de personne) este un film dramatic francez, realizat în 1984 de regizorul Christopher Frank, protagoniști fiind actorii Caroline Cellier, Marthe Keller, Fanny Cottençon și Élisabeth Étienne.

## Rezumat
La Paris, trei femei între 25 și 40 de ani lucrează împreună într-un cabinet de radiologie.
Cécile, o mamă singură, se străduiește să-l cunoască pe Gilquin, tatăl căsătorit al unei colege de clasă al fiului ei aflat în pragul adolescenței. Urmează între ei o aventură.

Isabelle, care se apropie de vârsta mijlocie și cu doi copii, descoperă că este însărcinată, intră în panică și aranjează ca o femeie mai tânără să-i seducă soțul.
 
Adeline este tulburată de planul fostului ei iubit de a părăsi Franța. 
Cele trei femei fiind bune colege, se ajută între ele, dar fiecare trebuie să decidă singură ce curs să urmeze: Cécile decide să rămână cu Gilquin, Isabelle cu soțul ei iar Adeline cu singurătatea ei.

## Distribuție
- Caroline Cellier – Isabelle Lamant
- Marthe Keller – Cécile Nodier
- Fanny Cottençon – Adeline
- Élisabeth Étienne – Julie
- Patrick Chesnais – Marc Lamant
- Jean-Louis Trintignant – Michel Gilquin
- Philippe Léotard – Antoine
- Marcel Bozonnet – prietenul lui Antoine
- Vania Vilers – fratele Adeline
- Karol Beffa (zis Karol Zuber) – fiul lui Cécile
- Pierre Arditi – ex-soțul lui Cécile
- Amélie Gonin – Virginie Lamant
- Yvette Delaune – Monica Gilquin
- Bernard Farcy – Bruno, un radiolog
- Dominique Constanza – Muriel, o radiologă
- Henri Czarniak – Bouladoux, carosierul
- Georges Claisse – Henry, un amant al Cécilei
- Sylvain Joubert – un amant al Cécilei
- Pierre-William Glenn – amantul în vârstă al Adelinei
- Smaïn (ca Smaïn Fairouze) – Melchior, un asistent-radiolog
- Valérie Stroh – monitoarea taberei de ski
- Patrick Braoudé – colegul Marc
- Silke Humel – Ilse
- Isabelle Cagnat – Constance